# 台湾本土化運動
台湾本土化運動（繁体字中国語: 臺灣本土化運動）は、台湾において使用される用語で、台湾を「中国」の一部とみなさず、台湾独自の文化、社会、経済、国民性と主体性の重要性を強調するものである。歴史教育、地理教育、文化教育に台湾を中心とした視点を持ち込み、台湾語、客家語、台湾諸語などの台湾において確立された言語を奨励する。
本来台湾独立運動の一環として行われ、台湾正名運動ともかかわってきたが、今では「一つの中国」論者の一部からも台湾化の目的はある程度支持されるに至っている。
地方化運動は台湾原住民問題や客家問題を専門的に扱う放送メディアや全経路における言語や方言の使用のような形態で表現されてきた。教科書は台湾を特に重視する学者により書き換えられている。到達した政治的妥協は、台湾の歴史と大陸中国の歴史を教える点にある。
早期に設立された台湾人所有の企業や組織には「中華」を含む名称がある。近年台湾本土化運動として名称にある「中華」を「台湾」に変更する動きを促進している。この名称変更の運動は、「台湾正名運動」あるいは「台湾式名称」として知られている。国際分野における台湾を拠点とした多くの企業は、明確さを表すために「台湾」を拠点にしている点を位置付けている。このことは国際的な取引先が中華人民共和国に拠点を置く企業と混同しないように保っている。重要な顧客や企業代表が行う政治的観点の犠牲のために、台湾に拠点を置く他の企業は、「台湾式」名称に変更するのを断っている。

## 歴史と発展

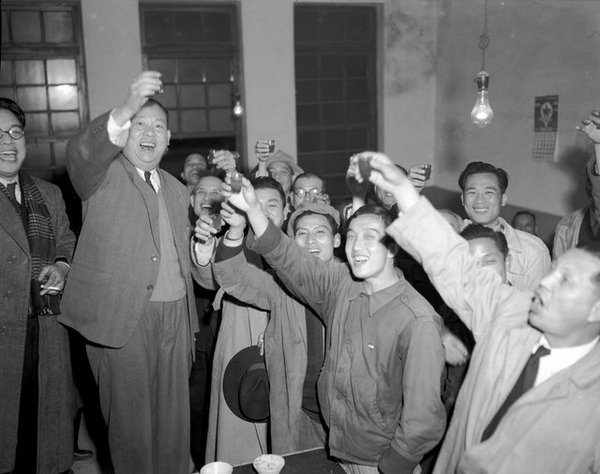
1951年の台北の党外政治家

台湾本土化運動がいつ始まったか確認した人はいない。16世紀中葉に中国大陸から台湾に流入する漢族の最初の大きな波があった際に、元々の出身地の支配階級の支配からの独立を維持することを望まなければならなかったという人がいる。他に1662年に鄭氏により建設された台南に首都のあった鄭氏政権がこの概念を明らかにしたに過ぎないという人がいる。
中国大陸のほとんどの現代中国人学者は、地域化運動の根源が団体が大きな台湾人自治と地方自治に向けて大日本帝国政府に働きかけるために組織された日本統治時代（1895年 - 1945年）に始まったと信じている。中国国民党（国民政府）が台湾を支配（台湾光復）してから台湾自治を求める団体は、1947年の二・二八事件の勃発で激減した。第二次国共内戦で劣勢になると、国民党は台湾を一義的に中国大陸を奪取するための基地と見ていて、台湾島の潜在的な野党を急速に制圧しようとした。国民党はほとんど台湾独自の主体性を促進しようとせず、支配層で働く新たに移住した中国人(外省人または「大陸人」と呼ばれる人々)は、しばしば台湾人から隔離された近隣に住んだ。特に貧しい難民であった他の人々は、閩南民系から避けられ、その代わりに先住民の間で暮らした。大陸人はしばしば台湾語を学んだ。しかし官話（国語）が中華民国の公用語して強要され台湾語が学校で話すことができなかったので、台湾語を学ぶ大陸人は、新たな言語能力が減少していることに気付いた。台湾語や北京官話以外の言語が国軍で禁じられたために、家族が眷村に住む多くの大陸人は、北京官話や恐らく母語（例えば広東語、上海語他）を話すだけであった。台湾における中国民族主義の興隆と台湾での支配層が一部から外省人とみなされる事実は、台湾独立運動と台湾本土化運動の双方にとって持ち出される理由であった。
1970年代と1980年代に国民党内で外省人から本省人への権力の移行があった。文化的自由化と中国大陸の奪取の可能性が以前より遠ざかった状態が合わさったこの状況は、文化運動や政治運動が中国中心主義や1945年以前のように日本中心主義であった時代より歴史や文化の台湾中心の視点を重視することになった。台湾本土化運動は李登輝総統により強力に支持された。
台湾本土化運動は大陸人と台湾人の間の政治力や文化力の不平等の分布の故に増えた民族的不満の表明と共に1970年代中葉に活気づいた。1960年代初頭、台湾は急速な工業化や農村放棄、労働争議、富や社会的力のに不平等な分布に覆われていた。主要な同盟国が失われたことと合わさってこの変化は中国国民党政権が限定的な改革を開始せざるを得なくさせた。蔣経国の下で認められた改革は、有力な反体制派が政府の失政への反応を引き起こしたために土着化を増大させた。「党外」の旗印の下に結束した反体制団体は、中国ではなく台湾の政府であるに過ぎない現実を受け入れるよう政府に求めた。党外の主要な要求は、民主政治を開始し尊厳ある国として国際的な承認を求めることと関わった。台湾人は大陸人エリートが経験したように中華民国憲法と対等な政治権の下で保障される完全な市民権を要求した。
台湾の文化エリートは、日本統治下に書かれた民族文学の再発見などの郷土文学や文化活動の発展を十分に促進した。党外運動は民族としての台湾人を動員する効果において日本の統治に対する抵抗の象徴を復活させた。国民党の中国中心の文化政策への反対は、台湾の歴史の中心に台湾自体を置く新しい国民的・歴史的叙述を巧みに編み出す反対派に結実した。台湾人は頻繁に植民地化されしばしば虐げられた国民としてまとまった。本土化の概念は、最終的に独自の社会や文化、歴史のある国土という台湾の前提において文化領域で表明された。この主題は台湾の文化表現を理解するのに広く採用されていて音楽や映画、文芸と舞台芸術などの様々な文化活動で表現されている。
台湾の独自の文化アイデンティティーの土着化と増加する容認の圧力は、更に多くの台湾社会の保守派からの反対を受けてきた。批判では新しい見方が根源的で固有である「真正の」中国人アイデンティティーに反対するものとして民族主義に根源のある「虚偽の」アイデンティティーを作り出すとしている。台湾在住の多くの外省人は、自身の文化が本土化により排斥されていると不満を言い、当初は増加する阻害に直面する恐れを表明した。過去10年間にこの不満は多くの文化を包含し全市民の権利を承認する多元共存主義として台湾が自身を益々見るものとして幾分収まっている。
1990年代半ばから後半にかけて台湾化に対する意思表示は、益々蔣介石の中国民族主義を支援する一方で、台湾文化に対する多くの感謝を示すために妥当あるいは少なくとも賢明と見る中国統一支持派に採用された。嘗て台湾方言の制限を担当した元政府新聞局局長宋楚瑜のような統一支持の政治家は、準公式行事で台湾語で話し始めた。

## 台湾正名運動
「台湾正名運動」には、中華民国（台湾）が2000年から中国大陸から距離を置き始めたことや、それまで台湾政府が推進してきた、台湾施政下における中国化を、中国の影響を取り除くことにより、元に戻そうとする動きが含まれる。台湾本土化運動には、台湾独自の文化の重要性を強調するような側面も認められる余地はあるが、この節では、中国と台湾を単一の主権国家に統一することを支持しているとされる立場からの見解に基づいて述べる。

### 起源

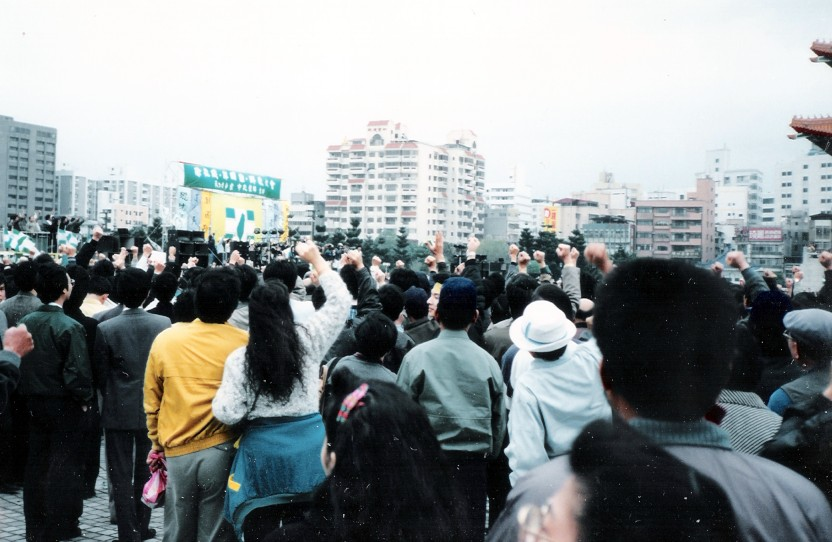
台北の三月学運

第二次世界大戦の終わりに中国国民党軍は台湾を獲得し暫くして人民を中国化する努力を開始した。台湾の都市エリートは、二・二八事件で追い払われた。現代標準中国語が日本語同様に他の台湾諸語を除外してメディアや学校で使える唯一の言語になった。公共機関や企業は、「中華」を含む名称を与えられた。学校で教えられる歴史や地理は、台湾についてはほとんど教えられず中国に焦点を当てたものになった。台北の通りの名前は、元々の名称から中国の地理や中国国民党の理想を投影する中国式名称に変更された。
1987年に軍政が終わり三月学運後の1990年代に民主化が始まると、国民党から課された多くの中国の影響を除去しようとする一方で台湾のアイデンティティーや文化を再び主張する努力が始まった。

### 教育運動と言語運動
2000年、当時の李登輝総統は、「台湾の文化は中国の文化の一部門ではない」「台湾の閩南語は福建省の閩南語の一部門ではなく方言というよりは「台湾方言」というべきである」というような声明を行い始めた。台湾のラジオやTVは、台湾語番組を増やした。こうした努力はこの地域の長期の中国の文化的・歴史的一体感を控えめに扱うことで台湾文化と中国文化のつながりを破壊する方向の最初の動きとして中国で理解された。
2003年4月、台湾の教育部の一部である中国語を促進するための委員会は、「言語平等法」と題する法案を発表した。法案は14言語を台湾の国語に指名するよう努めた。中国大陸では、このことは他の言語を用いることで台湾島の文化的・心理的基礎を修正することに味方して標準中国語の使用や文化的影響を減らす動きと見られた。法案は採用されなかった。
立法委員や立法委員候補、独立支持派の支持者の団体台湾団結連盟（台聯）が教育省に台湾本土化運動の一環として学生・生徒用に台湾中心の歴史や地理の教科書を発行するよう要請した2004年11月に教科書問題が激化した。通常の後期中等教育の歴史課程の結果としての法案の概要が様々な団体から批判されたが、陳水扁総統は「台湾史の真実を探し求めるには」脱中国化や独立の動きと同義であってはならないと回答し、歴史編集や困難となる動きに干渉しないと示唆した。
台湾の歴史教科書を修正する提案は、2007年2月に中華人民共和国の国務院台湾事務弁公室から脱中国化運動の一環であると非難された。2007年7月、台湾の教育部は教科書5000冊を、一部は中国文化に関連して「相応しくない」ものとしたとする研究結果を発表した。国民党は脱中国化運動への教科書検閲の一環と見た。提案は採用されていない。

### 改名運動

中華民国旅券

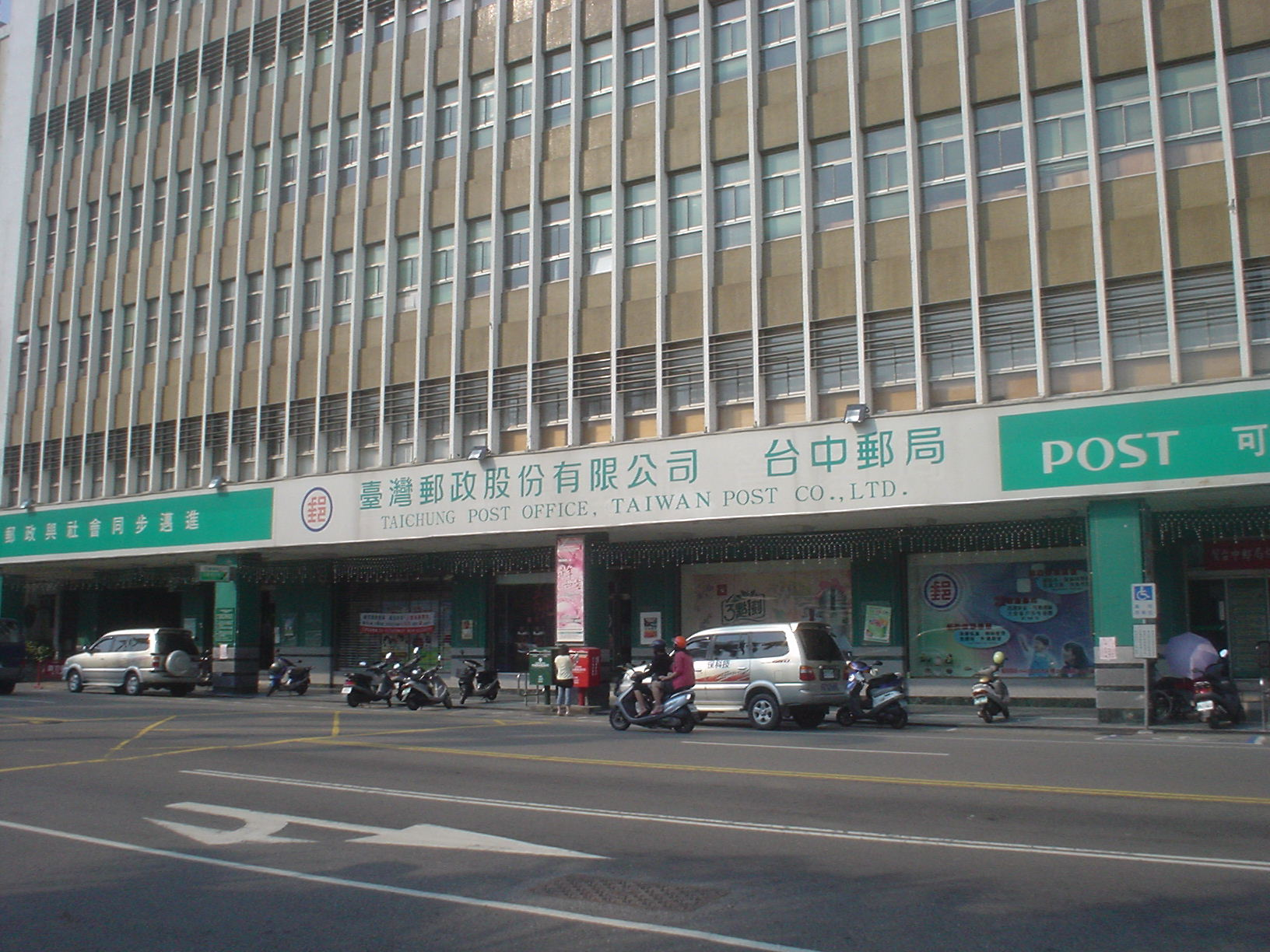
台中市の中華郵政郵便局

2002年から2007年にかけて、陳水扁政権は中国文化との関連を伝える「中華」や「中華民国」、「台北」などの用語を修正する歩みを進めた。
2002年、「改名運動」は公文書や台湾島内の台湾で登録された組織や企業、公営企業、国外で展開する事業の名称で「中華」や「中華民国」、「台北」という用語を「台湾」という用語に置き換える点で大きく進展した。2003年、外交部は表紙に英語で印刷した「台湾」という言葉のある新しい旅券を発行した。更に2005年1月に台湾は脱中国化を意図したものではないと否定しながら政府の文書に西洋化した書式を採用し、「台湾の固定化した官僚支配を国際化し国民の自由競争による優位を増す断固とした努力」としての活動を増進した。
この地域の運動は、民主進歩党が、台湾で用いられる民国紀元をグレゴリオ暦に変更しようと努めた2006年3月に続いた。2006年が「中華民国95周年」と言及される一方で（中華民国建国が「中華民国元年」と言及される1912年と共に）2006年は銀行口座やID、国民健康保険証、運転免許、学位、結婚証明書のような公式に用いられる2006年と認識されることになる。これは政府が台湾から中国の痕跡を除去することで脱中国化に向けた別の手法を試みたものと考えられている。
2007年2月、「中華」という用語は、国民党により暴力的に抑圧された1947年2月28日に始まった二・二八事件60周年と合致する台湾の郵便切手に関して「台湾」の用語に置き換えられた。同じ月に台湾の公式の郵便事業の名称が中華郵政股份有限公司から台湾郵政股份有限公司に変更された。会社名は2008年8月1日に戻され、郵便切手は2008年後半に戻され、暫くして国民党候補馬英九が総統に返り咲き、8年に及ぶ民進党の支配を終わらせた。
2007年3月、パナマの中華民国大使館の銘板が中国語とスペイン語の両方で「中華民国」と「大使館」の間に括弧書きで「台湾」を含め中華民国の国章を省略して修正された。
改名運動の支持者は、中華民国は1912年に建国した際には台湾を含まず、中国大陸は現在中華人民共和国として中国共産党に支配されているために最早存在しないと主張している。更に第二次世界大戦後の日本国との平和条約の結果として台湾問題を巡る曖昧さは、中華民国が単に台湾の軍事占領者に過ぎなかったことを表している。日本国との平和条約において日本が台湾の主権を特定の国に渡すことなく放棄したので、国際的な立場が依然明示されなければならない台湾がどこの国にも属さない土地とみなされるべきであると主張されている。

### 憲法に関する運動と政治運動
2003年10月、陳水扁総統は台湾を「普通の国」にする台湾人民にとって相応しい新憲法を求めると発表した。普通の国が脱中国化と1992年の一つの中国の概念にあると説明する中で陳水扁は述べた。
台湾は独立主権国家であるが、多くの人は、台湾を国家と考えず台湾を独立主権国家と呼ぶ勇気がなく全く異常である。台湾は中国の一部とみなされる罠に陥ったり香港のような中国の特別行政区になってはならない。
対して台湾の泛藍連盟は、陳水扁総統と民進党を中国や中国文化に親近感のある台湾の様々な民族集団から権利を奪うことになる革命的脱中国化を実行することに熱心な急進派と描写するよう求めた。
2007年2月、民進党は戦争犯罪と人道に対する罪で告発するために台湾人民に対する1947年の二・二八事件の虐殺の責任者を特定する決議を採択した。この動きも60周年の軌跡をたどる「独裁の名残り」を除去することを求めた。これは中国大陸では台湾の公的場面から蔣介石と中国の両方を除去する台湾政府と民進党双方による一連の脱中国化行動とつながるものと見られた。一部は正義を求める勇敢な行動と拍手を送った。他は政治的に得られる歴史問題をあざけることで「傷口に塩を刷り込む」行為と見ながらこの申し出を批判した。

### 他の運動
2007年3月、台北駅の床下に残っていた全台鉄路商務総局鉄道時代の線路基礎が破壊された。この線路は1893年に清が任命した劉銘伝福建台湾省巡撫により建設されたもので、中国の施設の除去を通じた脱中国化を求める政府の呼び掛けの一環であると注目された。
2007年7月、陳水扁総統は残りの任期に中国大陸の学位取得者や学生が入国できるようにすると発表した。しかしこれは進展しなかった。

### 影響
台湾化運動から導かれたある現象は、若者が意識的に嘗てはしばしば主流派からは野暮で遅れたものと見られた台湾文化の草の根としての大衆文化の独自性を強調する衣服や言語、料理を採用する台客サブカルチャーの到来である。
2002年4月、中国共産党は台湾化政策を進める台湾の一部と強化されるアメリカ合衆国と台湾の軍事協力に関して双方の活動に言及した。対して中国共産党は公然と軍事的方法で（台湾を中華人民共和国の一部とすることを意味することを意図する）「中国統一」の目的を進める準備をする軍事行動を思い起こさせた。更に中国共産党は台湾との問題に向けるアメリカ合衆国の援助を求めた。当時の胡錦濤副国家主席による来るべきアメリカ合衆国訪問を順調に行わせるためにアメリカ合衆国は陳水扁政権が中台関係で「度を過ごさない」ように警告した。
2005年4月、中国共産党総書記胡錦濤と元中華民国副総統で当時の中国国民党議長の連戦が握手した。歴史的瞬間と広く言われながら、これは60年間で中国国民党指導者と中国共産党指導者による最初の握手であった。握手に言及しながら連戦議長は中国国民党と中国共産党が平和的な中台関係を生じさせる共同作業を行う転回点であり特に国民党が台湾独立や脱中国化に距離を置くことに言及した。

## 支持と反対

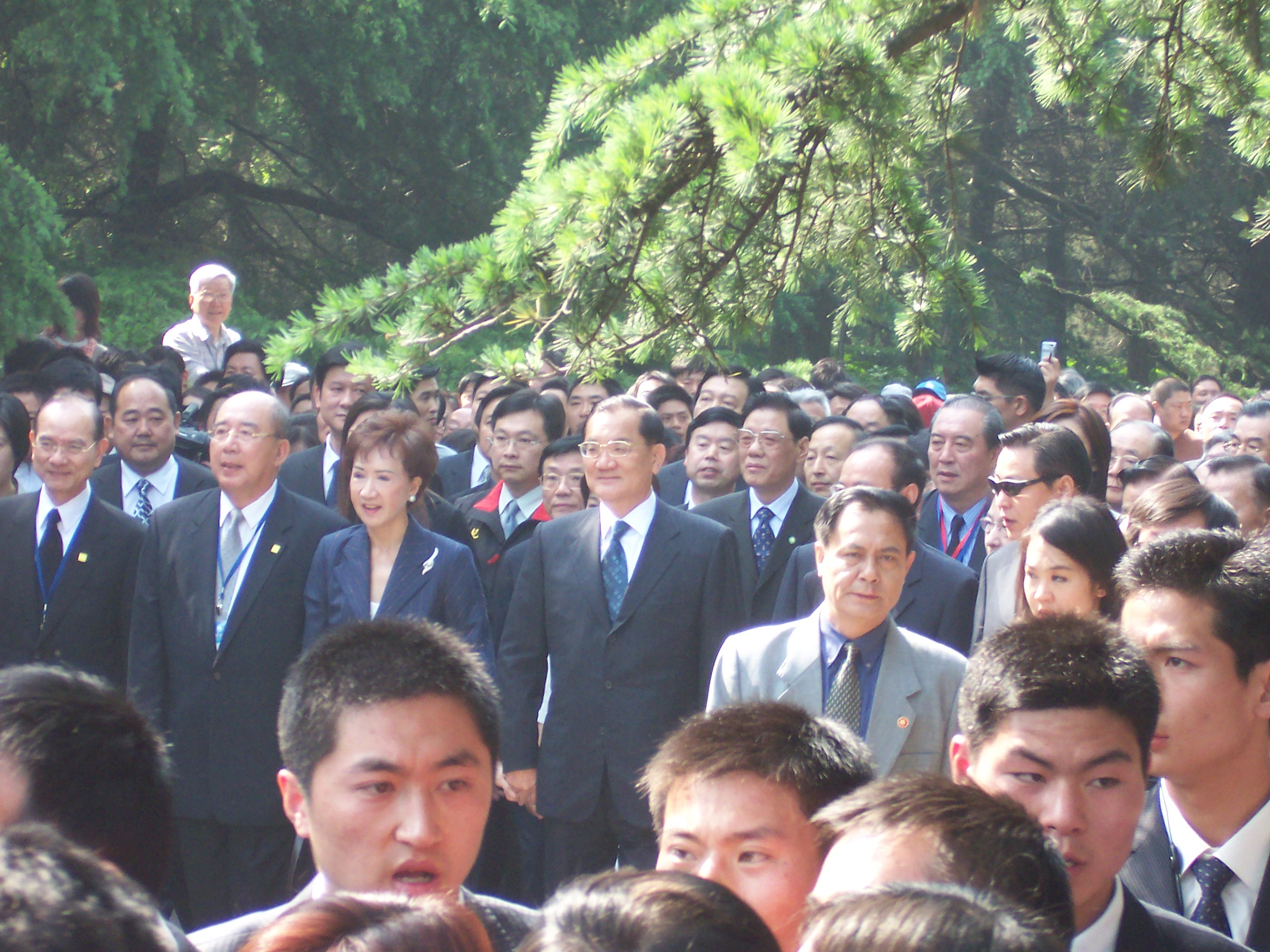
連戦中国国民党議長が2005年に台湾独立運動に反対する中国大陸を訪問した。

重大な激しい抗議は、「台湾独立運動」だと公然と非難しながら蔣経国総統の死後まもなく台湾の地域化の概念に反対して台湾内外で表面化した。口煩い反対者は、主に1949年世代の外省人であったり1949年以前の大陸の中華民国で成長期と成人期を過ごした台湾在住の年長の外省人、漢族としての文化に広く帰属感を持つ内省人である。五四運動以来の従来型の知識に反対する最後の著名な中国人知識人として評判の銭穆のような学者や連戦のような政治家、本省人でありながら積極的な汎中国の愛国心の長い歴史のある家族から悪名高い竹聯幇の指導者張安楽のようなギャングの一味まで含んでいた。
反対派の声は、その後2000年代半ばの台湾自体の非主流派に限られた。問題は続いていて、特に泛藍連盟の支持者は、大陸中国との強い繋がりを維持することを擁護し、教えるべき歴史とは何かという問題について議論している。それにもかかわらず台湾の主要な政治勢力二つは共に合意に達し、運動は人民の圧倒的な支持がある。これは1949年世代の外省人にとってある程度徐々にこの分野から移行してきて、台湾独立運動への賛否いずれの政治家も共に先祖の共通の記憶のない外省人の両親の下で生まれたりあるいは本省人であるために現在台湾に住む人の多数を理解していて、従って大陸中国の1949年以前の中華民国全てとの歴史的な合意のないことを感じながらこのように運動を支持している。
中国大陸では、中華人民共和国政府は表向き台湾本土化に対しては中立の政策を採用し、最高位の指導者は、台湾本土化運動を一つの中国の侵害や独立運動と同義であるとみなさないと公言している。それにもかかわらず国営メディアと大学の台湾研究所や中国社会科学院のような機関に雇われる学者は、周期的に台湾本土化に中華人民共和国政府が反対していることを示しながら政府の暗黙の支持を得て「台湾独立運動の文化版」と運動を強力に批判する学術結果や学術論文、論説を発表している。
今日中国の合法的な政府として順応した歴史的な1949年以前の大陸の中華民国や台湾の台湾本土化運動以前と同一視する台湾本土化運動への別の重大な反対の出所が東南アジアや西洋世界の華僑社会に残っている。多くは中華人民共和国建国や続く（農地改革や反右派闘争、大躍進政策、文化大革命のような）破壊主義的な政策期に直接または香港や台湾を通じて中国大陸から逃げた難民や反体制派であったり1997年の中華人民共和国への返還を考慮して香港から逃げた香港の反共移民、台湾本土化運動に反応して西側に移住した台湾在住の外省人である。逆に現在の台湾人は、同じ中国人同胞と呼ばれる台湾本土化時代以前とは対照的にシンガポールの華僑と同類の外国人とみなしている。中華人民共和国は伝統的な中国文化を支援し腹蔵なく在外社会で共産主義の傾向を捨て去る格好を含め伝統的な華僑の反共社会に申し入れをするこの機会を利用した。台湾の台湾本土化運動以前と比べる際に華僑の中華人民共和国に対する積極的な反対運動の減少をもたらした。
香港では、台湾本土化運動は伝統的に中華民国支持の個人や団体の地域化や中国共産党支持の傾向を推し進めている。顕著な例は、学習課程が2004年5月に香港特別自治区政府から公式に承認され同年7月から香港特別自治区と共に「公認の中等後教育機関」として登録されている珠海大学である。その後珠海学院と改名し、最早中華民国教育部に登録されていない。2004年からの学生は、台湾よりも香港の権利で学位を授与されている。

## 在外華僑との関係
急進的本土派は中華民国政府の支持に関わらず台湾地区以外の在外華僑団体を同胞とみなしておらず関係断絶の主張がある。
中華民国は中国本土を統治していた歴史があり非台湾地区出身の華僑が世界中に多くいる。台湾地区出身のみを台僑と呼ぶが台湾本土化運動は台湾地区以外にルーツを持つ華僑からは懸念がある。急進独立派の議員が在外華僑の支援はお金の無駄であるとして台湾地区出身者だけを支援するべきと非台湾地区華僑との断絶を主張が出た時、ロサンゼルスの華僑団体は陳水扁時代に起きた在外コミュニティとの関係悪化より深刻な結果を残すと述べた。別の団体も華僑が革命に大きな力を与えたことを踏まえ中華民国を支持すると述べた。

## 国内政治における役割
現状では台湾本土化の全般的な思想に関する外国での合意にもかかわらず依然として台湾独立運動や中国統一、中国文明の支持者の主要な政治団体3つの間の政策に関して深刻な論争がある。独立運動支持者は中国から分かれる主体性を強めてきているしまたそうすべきだと主張し、更に急進的な例では中国の「痕跡」の除去を唱道している。その中で一部は台湾は若干の中華圏を含むか広範な中華圏にいる独自の主体性を創造すべきであると主張している。中国統一を支持する人は、中国の主体性を強める政策を求めている。中国統一と中国民族主義を支持する団体は、台湾本土化と一部が脱中国化と理解するものの間の区別を強調し、台湾の主体性の促進に反対しないと主張しているが、逆に広範な中国圏から分かれるこの主体性の使用に反対している。一方で一部の政治に無関心な団体は、政治的派閥のほとんどは選挙に向けた支援を勝ち取るためにこの点を用いているに過ぎないと主張している。

## 参照
1. ↑  Dreyer, June Teufel (17 July 2003). Taiwan’s Evolving Identity. Woodrow Wilson International Center for Scholars. 2011年6月5日時点のオリジナルよりアーカイブ。2009年5月20日閲覧。In order to shore up his government's legitimacy, Chiang set about turning Taiwan's inhabitants into Chinese. To use Renan's terminology, Chiang chose to re-define the concept of shared destiny to include the mainland. Streets were re-named; major thoroughfares in Taipei received names associated with the traditional Confucian virtues. The avenue passing in front of the foreign ministry en route to the presidential palace was named chieh-shou (界壽), meaning "long live Chiang Kai-shek. Students were required to learn Mandarin and speak it exclusively; those who disobeyed and spoke Taiwanese, Hakka, or aboriginal tongues could be fined, slapped, or subjected to other disciplinary actions.
2. ↑  “Starting Anew on Taiwan”.   Hoover Institution (2008年). 2009年4月8日時点のオリジナルよりアーカイブ。2009年6月5日閲覧。 “The new KMT concluded that it must “Sinicize” Taiwan if it were ever to unify mainland China. Textbooks were designed to teach young people the dialect of North China as a national language. Pupils also were taught to revere Confucian ethics, to develop Han Chinese nationalism, and to accept Taiwan as a part of China.”
3. 1 2 3  Huining, Zhuang; Haixia, Huang. (19 March 2001) World News Connection Hoping for an Early Completion of the Great Cause of National Reunification. China's NPC Deputies, CPPCC Members on Cross-Strait Reunification Viewed.
4. 1 2 3 4  Weixue, Peng (Beijing Renmin Wang). (10 April 2003) World News Connection Taiwan Strait Observation: Taiwan Authorities Are Suppressing 'Mandarin' and Promoting 'Cultural Taiwan Independence.'
5. ↑  Wu, Sofia - Taipei Central News Agency. (9 November 2004) World News Connection Tsu Lawmakers Call For Taiwan-centric History Textbooks.
6. ↑  People's Daily Online (11 November 2004) Islanders Criticize Taiwan Authorities' Outline of New History Course.
7. ↑  Chieh-yu, Lin. (19 November 2004) Taipei Times Chen says he's open-minded when it comes to history. Page 3.
8. ↑  Wu, Lilian. (21 July 2007) Taiwan Headlines Education Minister Denies Accusations On Textbooks.
9. ↑  Beijing Jiefangjun Bao (1 February 2007) Chinese State Council Taiwan Affairs Office Condemns Taiwan Authorities Revising History Textbooks as Desinicization Move.
10. ↑  China Post (22 July 2007) Ministry of Education study concludes 5,000 textbook terms 'unsuitable'.
11. ↑  China Post (23 July 2007) Opposition slams Taiwan denial textbook censorship desinicization campaign.
12. 1 2  Hong Kong Ta Kung Pao (11 May 2002) World News Connection Ta Kung Pao Editorial Criticizes Forces Promoting 'Taiwan' as Official Name. Rectification of Taiwan's Name' Is Actually for the Sake of Pursuing 'Taiwan Independence.
13. ↑  China Post (8 February 2007) The DPP's Cultural Revolution.
14. ↑  China Post (11 February 2007) The name-change fever.
15. ↑  Hsiu-chuan, Shih. (21 March 2007) Taipei Times Wu's transfer to US upsets pan-blues. Page 3.
16. ↑  Qing, Hua (Beijing Renmin Ribao) (17 June 2003) World News Connection What 'Convenience' Does the Addition of 'Taiwan' Provide? Column Criticizes Decision to Add 'Taiwan' to Passports.
17. ↑  Shu-ling, Ko. (4 January 2005) Taipei Times Using Westernized writing format isn't an issue: premier. Page 2.
18. 1 2 3  Wu, Lilian - Taipei Central News Agency. (21 March 2006) World News Connection Taiwan Lawmakers Say Changing Year Designation To Cost Nearly $309 Million.
19. ↑  China Post (14 February 2007) Desinicization likely to continue.
20. ↑  Wu, Sophia. (23 July 2007) Taiwan Headlines. Cgj Not To Deal With Name Change Constitutionality Issue.
21. ↑  Huang, Ramon; Wu, Sofia. (25 March 2007) Taiwan Headlines Taiwan Embassies, Representative Offices in Latin America Replace Name Plates.
22. 1 2  Wu, Lilian - Taipei Central News Agency. (6 October 2003) World News Connection President Wants Constitution That Fits Taiwan People.
23. ↑  Tai-lin, Huang - Taipei Times. (15 November 2003) World News Connection Pan-Blue Portraying Green Camp As "Radical"
24. 1 2 3  China Post (8 February 2007) DPP urges probe to 'uncover truth' of 2-28.
25. ↑  Ting-wei, Ku. (12 March 2007) Taipei Times Picking and chosing〔ママ〕 the history we want to keep. Page 8.
26. ↑  Taipei Times (24 July 2007) Chen's Diploma Policy Is Backward. Page 8.
27. ↑  Hong Kong Ming Pao (12 April 2002) World News Connection U.S. Cautions Taiwan Not To "Go Too Far" in Cross-Strait Relations.
28. ↑  People's Daily Online (30 April 2005) A moment that goes down in history.
29. ↑  Binhua, Chen; Yong, Zhang - Beijing Xinhua Domestic Service (30 April 2005) World News Connection Hu Jintao, Lien Chan Hold 'Formal Talks;' Exchange Views on Developing Cross-Strait Ties.
30. ↑  “在外台湾人と在外中華民国国民の対話へ向けて”.   ニッポンドットコム. 2021年4月8日閲覧。
31. ↑  “台灣僑委會把“華僑”改為“僑民”在美國台灣人社區引發強烈反響”. 2021年4月8日閲覧。